# Củng Nghĩa
Củng Nghĩa (tiếng Trung: 巩义市, Hán Việt: Củng Nghĩa thị) là một thành phố cấp phó địa khu thuộc địa cấp thị Trịnh Châu (郑州市), tỉnh Hà Nam, Cộng hòa Nhân dân Trung Hoa. Thành phố này có diện tích 1041 km2, dân số 790.000 người. Thành phố này có các đơn vị hành chính gồm 5 nhai đạo biện sự xứ, 15 trấn, 292 thôn hành chính. Tống Lăng 7 đời hoàng đề nhà Tống nổi tiếng nằm ở Củng Nghĩa, tại các trấn Tây Thôn, Chi Điền, Hồi Quách.

## Phân chia hành chính
- Nhai đạo: Tân Hoa Lộ, Đỗ Phủ Lộ, Vĩnh An Lộ, Hiếu Nghĩa, Tử Kinh Lộ.
- Trấn: Mễ Hà, Tân Trung, Tiểu Quan, Trúc Lâm, Đại Dục Câu, Hà Lạc, Trạm Nhai, Khang Điếm, Bắc Sơn Khẩu, Tây Thôn, Chi Điền, Hồi Quách, Lỗ Trang, Giáp Tân Khẩu, Thiệp Thôn.